# Strada statale 694 Tangenziale Ovest di Lecce
La strada statale 694 Tangenziale Ovest di Lecce (SS 694), già nuova strada Anas 71 Tangenziale Ovest di Lecce (NSA 71), è una strada statale italiana che collega la viabilità proveniente dalla strada statale 613 Brindisi-Lecce da Brindisi con la strada statale 101 Salentina di Gallipoli per Gallipoli e la strada statale 16 Adriatica per Maglie.
Essa costituisce parte della tangenziale di Lecce, interamente a due corsie per senso di marcia, che comprende anche la preesistente variante sud di Lecce, che collega la SS 101 alla SS 16.
Originariamente ad una carreggiata sola, è stata in seguito ammodernata arrivando allo stato di strada extraurbana secondaria, superstrada a due corsie per ogni senso di marcia e con il limite di velocità di 90 chilometri orari.

## Storia
Il primo tratto inaugurato corrisponde a quello finale, ovvero dall'intersezione con la strada statale 101 Salentina di Gallipoli e quella con la strada statale 16 Adriatica a sud della città, aperto il 24 gennaio 2005.
La restante parte del tracciato è stata invece aperta al traffico il 9 novembre 2007.
Sebbene la nomenclatura risalga già al 2005, solo col decreto del presidente del Consiglio dei ministri dell'8 luglio 2010 è stata formalizzata la sua classificazione; l'itinerario che la caratterizza è il seguente: "Innesto con la S.S. n. 613 ad ovest di Lecce - Innesto con la S.S. n. 16 a Sud di Lecce".

## Tracciato
| Tangenziale Ovest di Lecce |                                               |                                                                                                  |      |      |           |                |
| Tipo                       | Uscita                                        | Indicazione                                                                                      | km   | Note | Provincia | Strada Europea |
|                            |                                               | Tangenziale Est di Lecce Marine di Lecce Stadio Via del Mare Maglie Otranto Santa Maria di Leuca | 0,0  |      | LE        | -              |
|                            | B                                             | Brindisi-Lecce Brindisi Bari Surbo                                                               | 0,0  |      | LE        | -              |
| A                          | Lecce Centro Lecce Viale Università Tribunale |                                                                                                  | 0,0  |      | LE        | -              |
|                            |                                               | Lecce Via Taranto Trepuzzi Surbo Scalo Adriatica Squinzano Campi Salentina Taranto               | 1,1  |      | LE        | -              |
|                            |                                               | Lecce Via Pellegrino Novoli Villa Convento Campi Salentina Salice Salentino Carmiano             | 2,1  |      | LE        | -              |
|                            |                                               | Lecce Via Monteroni Monteroni di Lecce Università Arnesano Leverano Porto Cesareo Torre Lapillo  | 5,3  |      | LE        | -              |
|                            | B                                             | Gallipoli Nardò Galatone Lequile Copertino San Pietro in Lama                                    | 7,1  |      | LE        | -              |
| A                          | Lecce Centro Lecce Viale Grassi Lequile       |                                                                                                  | 7,1  |      | LE        | -              |
|                            | B                                             | San Cesario di Lecce Galatina Ospedale Fazzi                                                     | 8,4  |      | LE        | -              |
| A                          | Lecce Centro                                  |                                                                                                  | 8,4  |      | LE        | -              |
|                            | -                                             | Cavallino Castromediano                                                                          | 9,3  |      | LE        | -              |
|                            | B                                             | Maglie Otranto SP 363 Santa Cesarea Terme Santa Maria di Leuca                                   | 10,3 |      | LE        | -              |
| A                          | Lecce Centro Castromediano Cavallino          |                                                                                                  | 10,3 |      | LE        | -              |
|                            |                                               | Tangenziale Est di Lecce Marine di Lecce Stadio Via del Mare Brindisi Bari                       | 10,3 |      | LE        | -              |